# Костадин Янчев (политик)
Вижте пояснителната страница за други личности с името Костадин Янчев.
Костадин Янчев Костов е български политик от БЗНС.

## Биография
Роден е на 10 март 1947 г. в София. Баща му Янчо Костов е генерал от Българската народна армия. Член на БЗНС от 1976 г. Завършил е юридически науки в Ташкентския университет в СССР, където се запознава и жени за рускиня от Узбекска ССР. През 1974 г. започва работа като инспектор в Постоянното присъствие на БЗНС, а след това е заместник-завеждащ отдел „Финансово-административен“ в Постоянното присъствие. През 1981 г. става председател на Окръжното ръководство на БЗНС в Кърджали която длъжност заема по време на т.нар. Възродителен процес.. През 1986 г. на 35 тия конгрес на БЗНС е избран за член на Постоянното Присъствие на БЗНС. От 27 август 1987 г. Костадин Янчев е избран за председател на Областния народен съвет на Бургаска област (Бургас, Сливен и Ямбол) която длъжност заема до март 1990 г., като запазва поста си на член на Постоянното присъствие на БЗНС, но е освободен като завеждащ отдел, а длъжността на завеждащ отдел „Организационен“ на ПП на БЗНС е премахната и се слива с длъжността на Секретаря на Постоянното присъствие на БЗНС отговарящ за организационните въпроси. След преврата 1989 година, на извънреден конгрес на БЗНС е избрано ново ръководство - председател Виктор Вълков и секретар Коста Янчев.
Народен представител в XXXV и XXXVI НС.